# Ян Лівенс
Ян Лівенс (нід. Jan Lievens, 24 жовтня 1607, Лейден, Нідерланди — 8 червня 1674, Амстердам, Нідерланди) — нідерландський (голландський) художник та графік. Створював портрети, натюрморти, картини біблійного і побутового жанру.

## Біографія. Ранні роки
Ян Лівенс — уродженець міста Лейден. За рано виявлені здібності його вважали вундеркіндом. Батько майбутнього художника був шевцем і створював позументи. Ян Яніс Орлес у власних записах вказував. що малий Лівенс навчався лише у початковій школі. А у віці вісім років вже навчався у майстерні Йоріса ван Схотена.
Відомо, що у віці дванадцять років він перебував у місті Утрехт, відомому католицькому центрі Голландії, що роками зберігав живі художні зв'язки з бароковим Римом в Італії. В 14 років він створив портрет власної матері з Біблією. У 15-вічному віці він створив «Алегорію п'яти почуттів», а у 18 — «Бенкет цариці Есфір», чим зміцнив свій художній авторитет.

## Приятелювання з молодим Рембрандтом

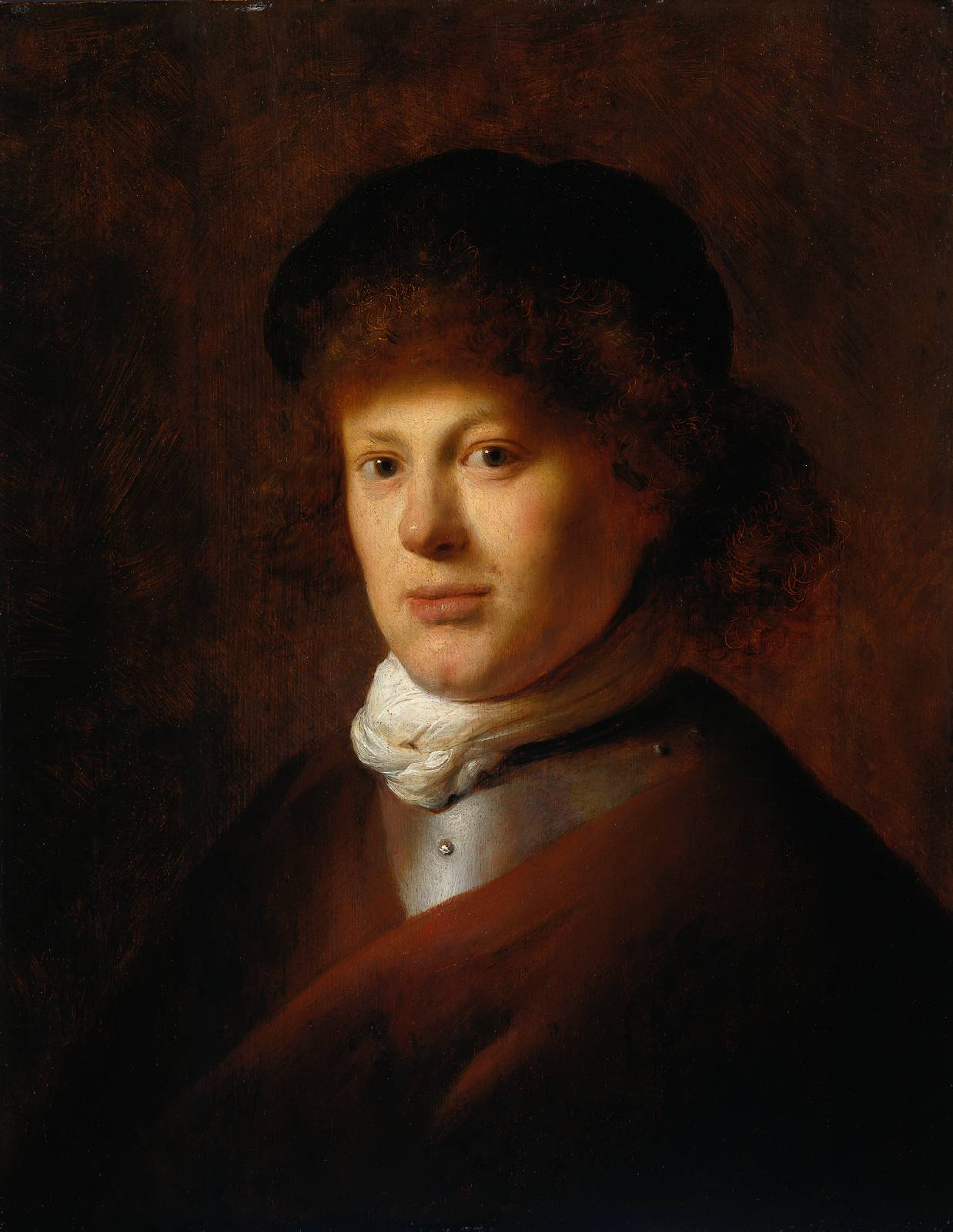
Ян Лівенс. «Портрет Рембрандта у віці 22 роки». Державний музей (Амстердам)

Художню майстерність Ян Лівенс почав опановувати з восьмирічного віку, в тому числі в Пітера Ластмана, учнем якого за декілька років став Рембрандт. Молоді художники потоваришували, у них була спільна студія, й у роботах 1626—31 років помітним є їхній взаємовплив. Константин Гюйгенс, портрет якого написав Ян Лівенс, залишив мемуарний запис про відвідини майстерні обох митців у 1628 році. Молодий Рембрандт влаштував власну майстерню на даху батьківського дому, де вони вдвох і працювали. Відсутність натурників компенсували позуванням один для одного. Відомо, що обличчя молодого Рембрандта Ян Лівенс декілька разів використав при створенні власних картин («Лютнист», «Картяр», «Пілат умиває руки»)
До цього періоду належать серії «Чотири стихії» та «Чотири пори чоловічого віку», де Лівенс демонструє власну ерудицію і робить спробу розробити композиції з арсеналу бароко. Своєрідною серією було і зображення чотирьох євангелістів (Матвій, Марк, Іван та Лука). Серед збережених творів цього періоду — портрет молодого Рембрандта у віці 22 роки. Реаліст Лівенс нічим не полестив зосередженому лише на собі приятелеві з майже юнацькою невизначеністю та бородавкою на обличчі. Розрізнялись приятелі і темпераментом. Ян Лівенс був рано сформованим майстром, тоді як Рембрандт важко і довго дорослішав і належав до пізно дозрілих натур.

## Друкована графіка Яна Лівенса
Як і Рембрандт, Лівенс старанно малював і звертався до створення друкованої графіки. Він з легкістю дряпав поверхню мідних стулок, а після друку виникали аркуші з малюнками повітряно-тонкими лініями.

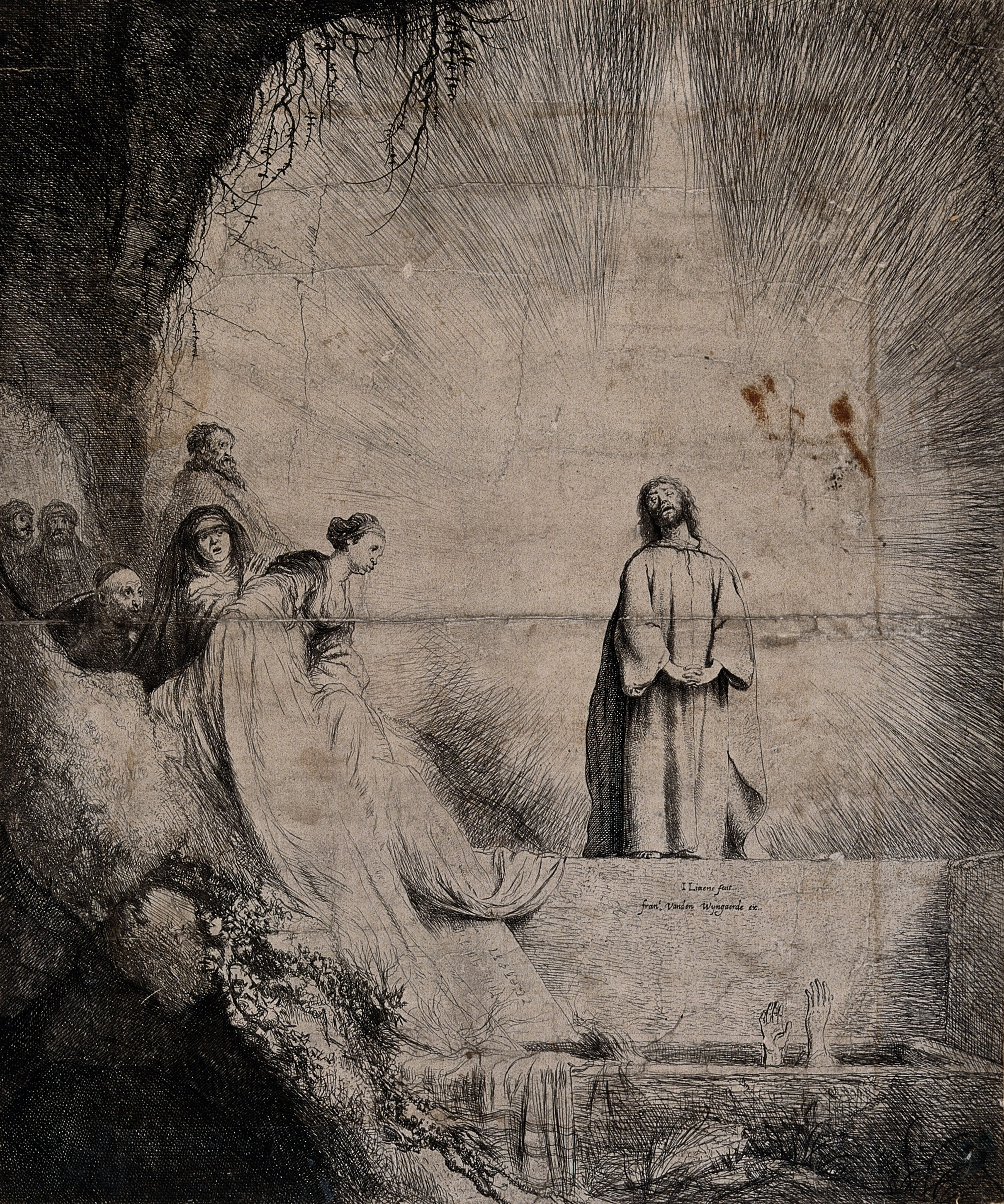
Ян Лівенс. «Христос воскрешає померлого Лазаря», офорт, 1631 р.
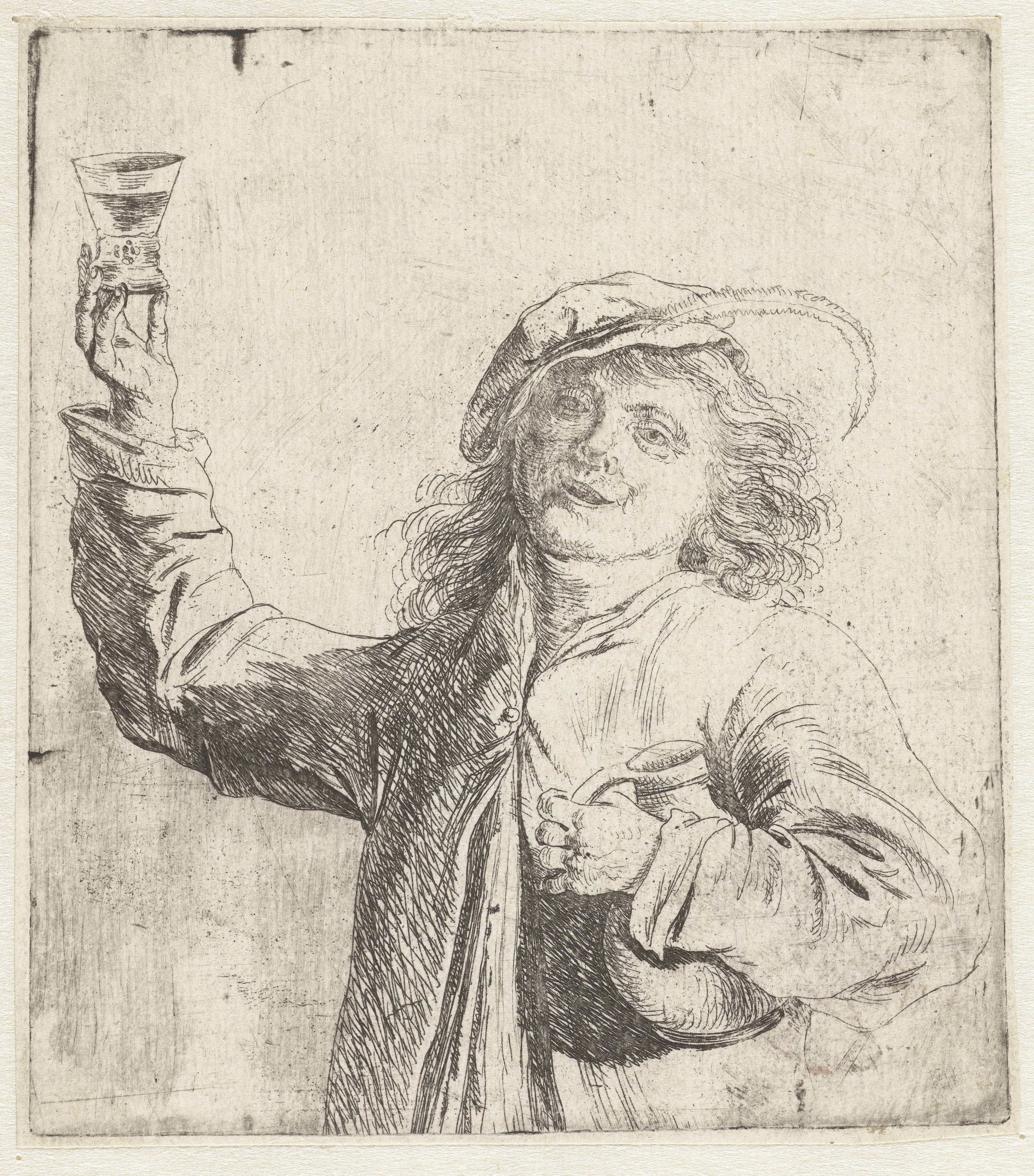
Ян Лівенс. «Юнак з чаркою», 1644 р.
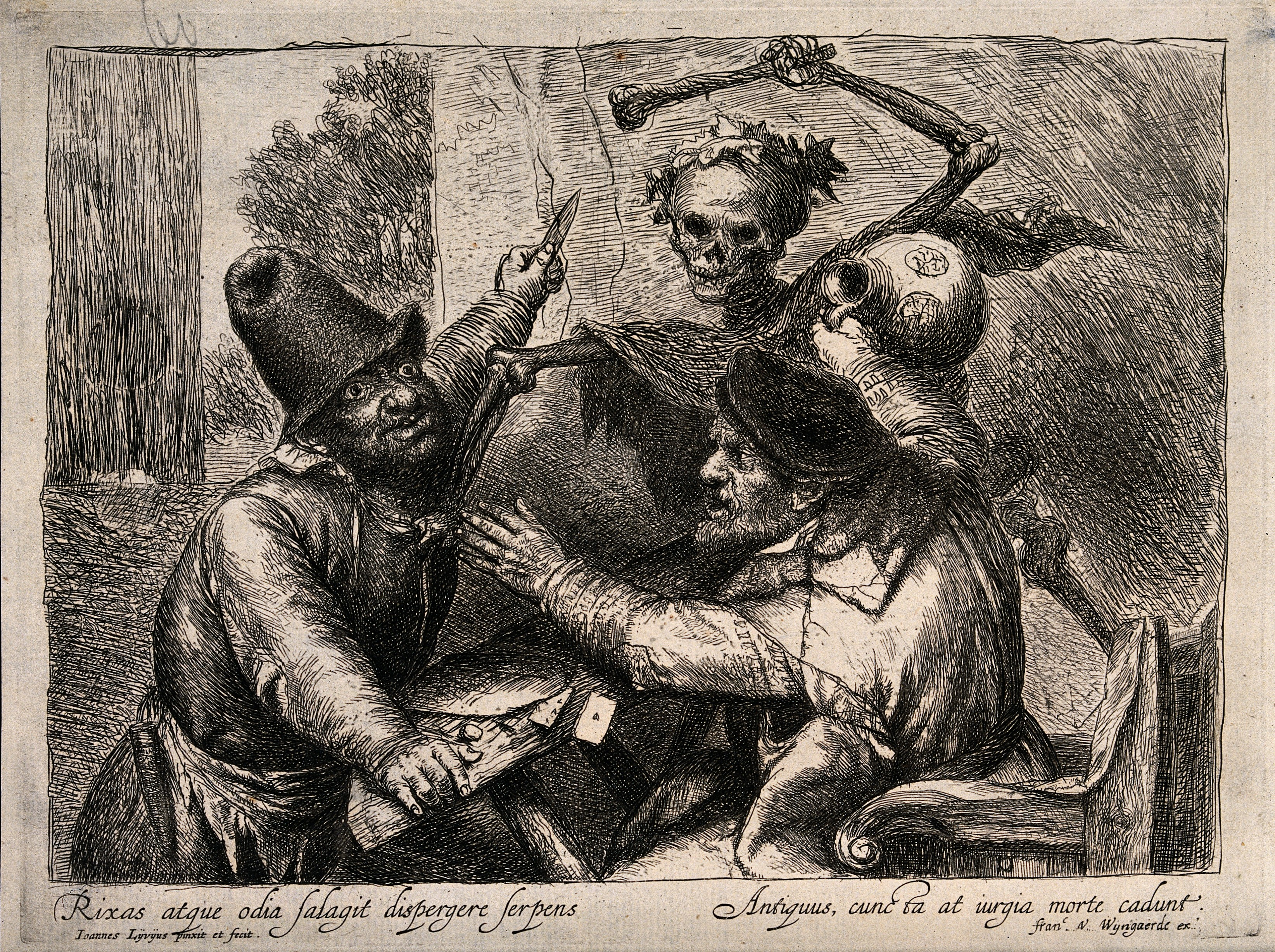
Ян Лівенс. «Фатальна бійка між гравцями в карти»

## Праця в Лондоні
1631 року шляхи, життєві і творчі, Рембрандта та Яна Лівенса розійшлися. Рембрандт перебрався з Лейдена у Амстердам, а Ян Лівен отримав цікаву пропозицію попрацювати за кордоном. Спрацював його авторитет як сміливого і майстерного художника. Дипломат у Голландії і племінник англійського короля Карла сер Роберт Карр запросив Лівенса пропрацювати при королівському дворі.
У 1632—44 роках Лівенс жив у Великій Британії, працював при англійському дворі. До цього періоду, зокрема, відноситься написаний ним портрет англійського короля Карла I. В той самий час зазнав впливу А. ван Дейка. Від лондонського періоду Яна Лівенса не збережено творів, відомі лише малюнки. Відомо, що він створив декілька портретів короля та королеви, а також британських аристократів. Портрети його пензля тривалий час були надійним джерелом заробітку для художника.

## Праця в Антверпені
1635 року Ян Лівенс повернуся з Лондона на континент, але оселився у місті Антверпен. Його привабив відомий художній центр Південних Нідерландів і давно сформований у місті мистецький ринок. Антверпен — місце праці уславленого і старого Пітера Пауля Рубенса та низки відомих фламандських майстрів. Ян Лівенс не загубився серед них, а виборов власне місце. Спрацювали як його слава, зароблена  у Лейдені, так і у Лондоні. Він мав замови, що приносили прибуток і художник зміцнив власний фінансовий стан настільки, що підтримував грошима родину Адріана Брауера, помітно менше популярного.

## Твори для аристократів та нової амстердамської ратуші
1650 року він отримав замову на картини від пані Амалії ван Сольмс для палацу Гейс-тен-Бос. Ними прикрасили Жовту залу палацу.
Впливові брати Корнеліс та Андріс де Греф опікувались декоруванням нової амстердамської ратуші. Це був нечастий у Північних Нідерландах випадок облаштування суспільно важливої споруди. По смерті 1660 року художника Говерта Флінка замови на картини для нової ратуші брати де Греф передали Яну Лівенсу, Якобу Йордансу, Якобу ван Рейсдалю, Юріану Овенсу та Рембрандту.
Рембрандт на той час втрачав популярність і не користувався підтримкою місцевих аристократів. Картину його пензля на умовно-історичну тему «Заколот Юлія Цивіліса» визнали непринадною для нової ратуші. Заміну їй створив художник Юріан Овенс (1623-1678).

## Власна родина
В роки перебування у Антверпені Ян Лівенс полюбився із пані католицького віросповідання Сюзанні де Ноле. По смерті першої дружини він узяв шлюб вдруге 1648 року з сестрою художника Яна де Брая Корнелією.

## Останні роки
Від 1655 року жив в Амстердамі. Кінець життя провів у злиднях, і родина вкінець зреклася його, щоб не брати на себе борги художника.

## Творчість і доробок
За життя Ян Лівенс вважався суперником Рембрандта, був широко відомим. Писав картини на біблійні сюжети, найбільше ж уславився портретами, в тому числі видатних людей свого часу, серед таких робіт — портрети Рембрандта і Константина Гюйгенса (бл. 1628), Декарта (1643).
Картини художника зберігаються в музеях Англії, Франції, Німеччини, Нідерландів, Бельгії, Іспанії, США та ін. Три роботи митця є у санкт-петербурзькому Ермітажі.

## Обрані твори (перелік)
- «Портрет матері з біблією», «Музей мистецтв Філадельфії», США
- «Алегорія п'яти почуттів»
- «Бенкет цариці Есфір»
- Чотири євангелісти (Лука, Матвій, Марк, Іван)
- серія «Чотири пори чоловічого віку»
- серія «Чотири стихії»
- «Портрет Рембрандта у віці 22 роки». Державний музей (Амстердам)
- «Лютнист»,
- «Скрипаль»
- «Картяр»,
- «Пілат умиває руки»
- «Каяття Марії Магдалини»
- «Апостол Павло», Національний музей Швеції
- Портрет Константина Гейгенса, 1627 р.
- «Св. Франциск Ассізький», бл. 1629 р.
- Автопортрет, бл. 1630 р.
- «Портрет Декарта»
- Портрет Карла І Англійського
- «Портрет Анни Марії ван Шурман»
- «Якову і його дружині показують закривавлений одяг сина Йосипа», перша половина 17 ст., приватна збіка.
- «Пейзаж з дюнами», Музей Бойманс ван Бенінгена, Роттердам
- «Лісовий пейзаж», Національна галерея Шотландії, Единбург
- «Агар і янгол в пустелі»

## Релігійний живопис Яна Лівенса старшого

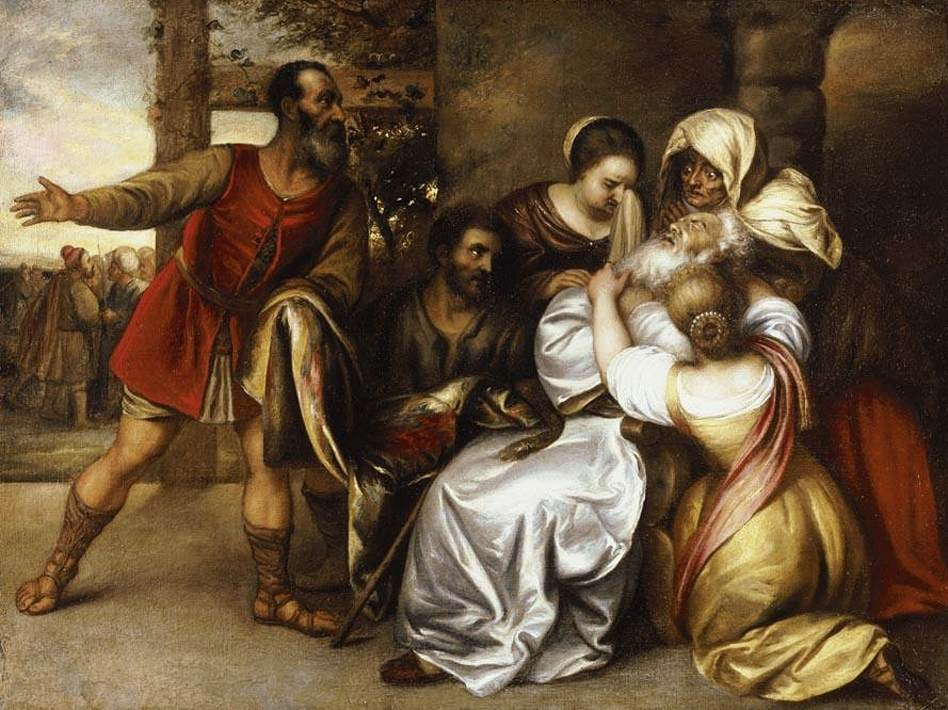
Ян Лівенс. «Якову і його дружині показують закривавлений одяг сина Йосипа», перша половина XVII ст., приватна збіка.

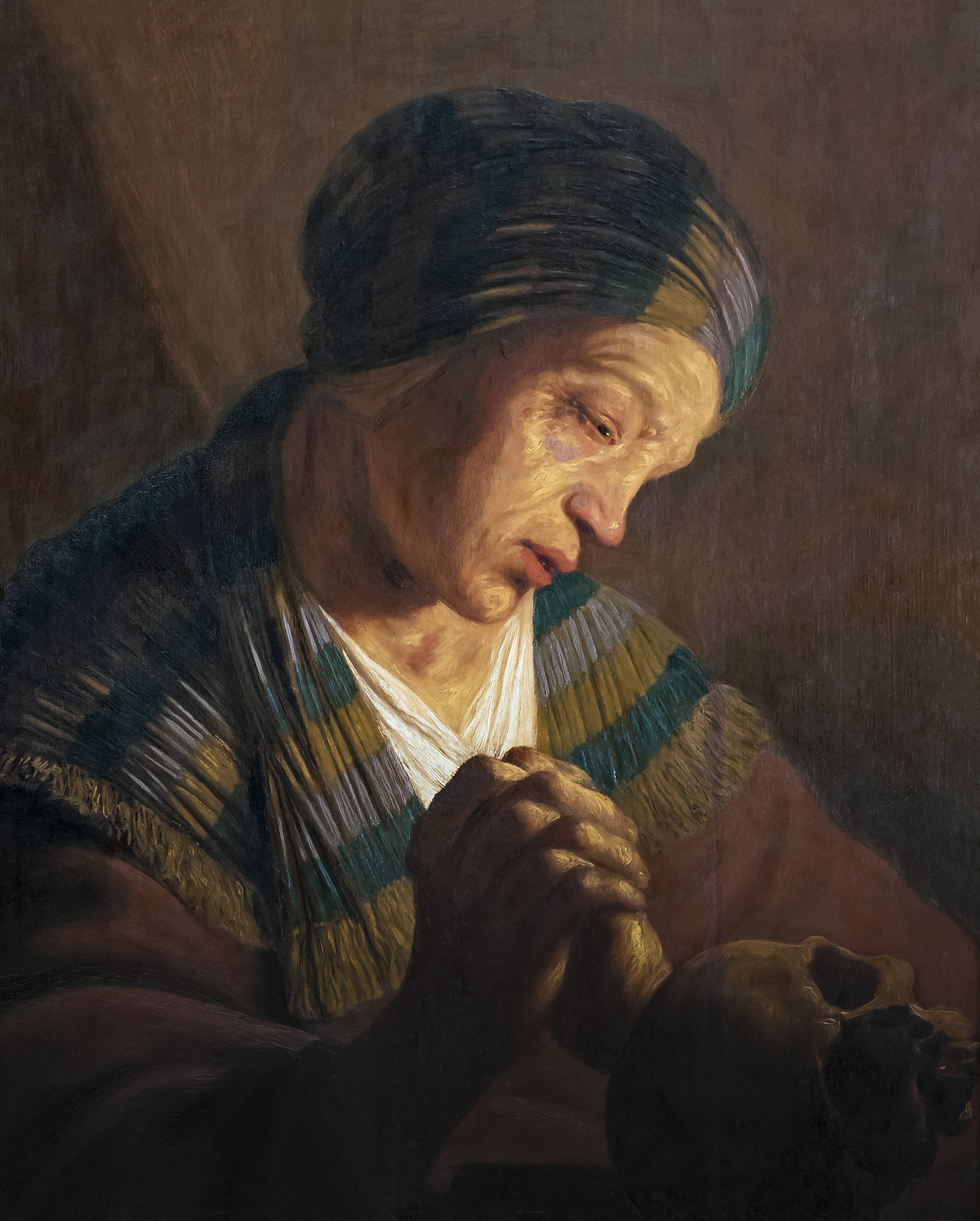
Ян Лівенс старший. «Каяття Марії Магдалини»
Ян Лівенс старший. «Апостол Павло», Національний музей Швеції
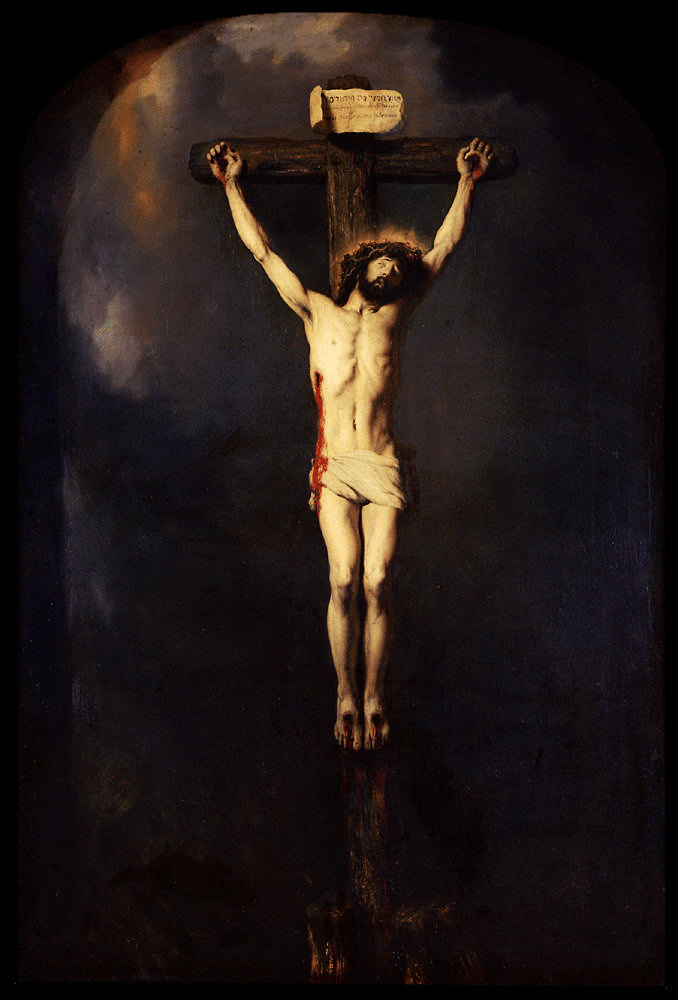
Ян Лівенс старший. «Голгофа», Музей красних мистецтв, Нансі
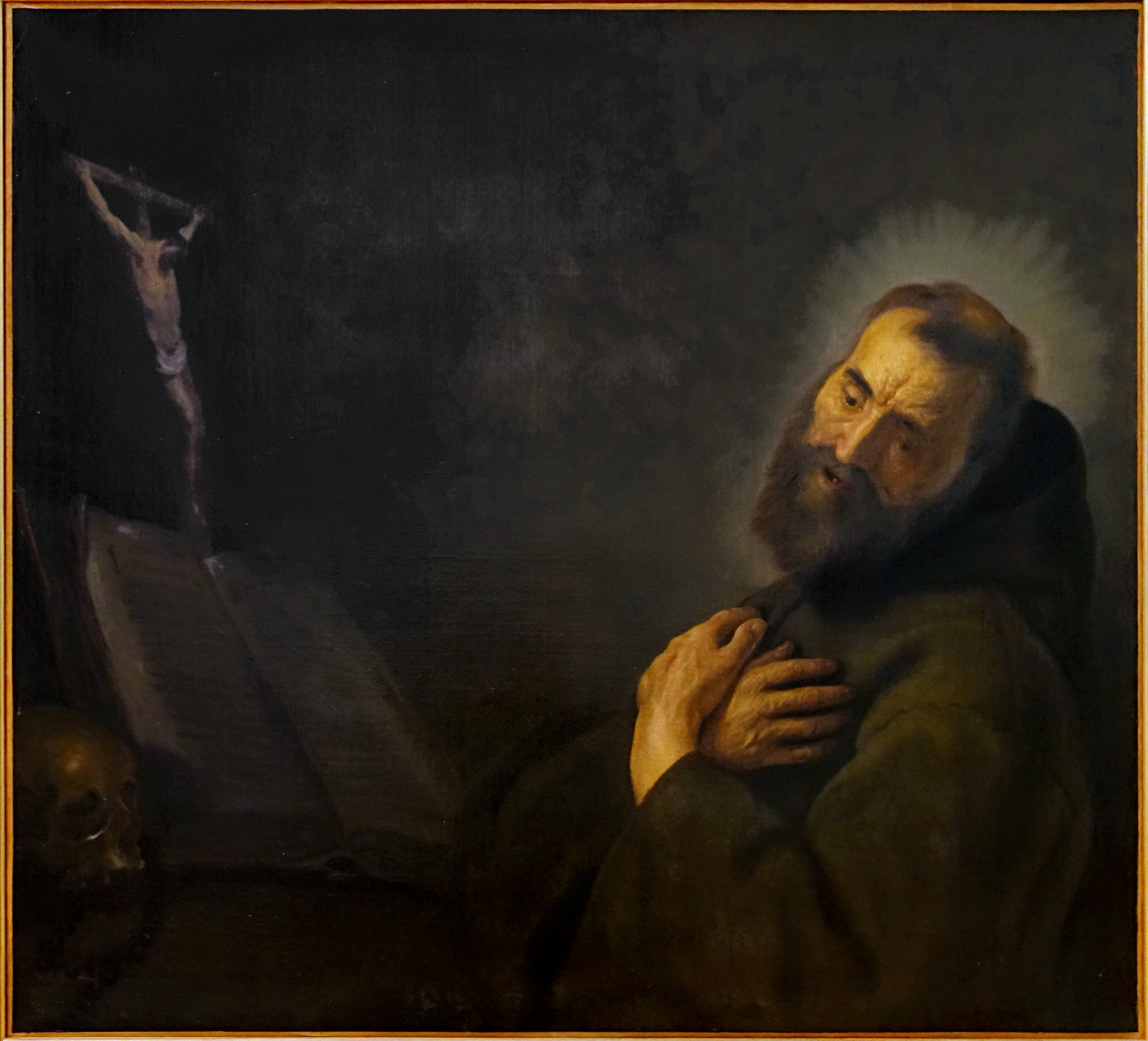
Ян Лівенс старший. «Св. Франциск Ассізький», бл. 1629 р.
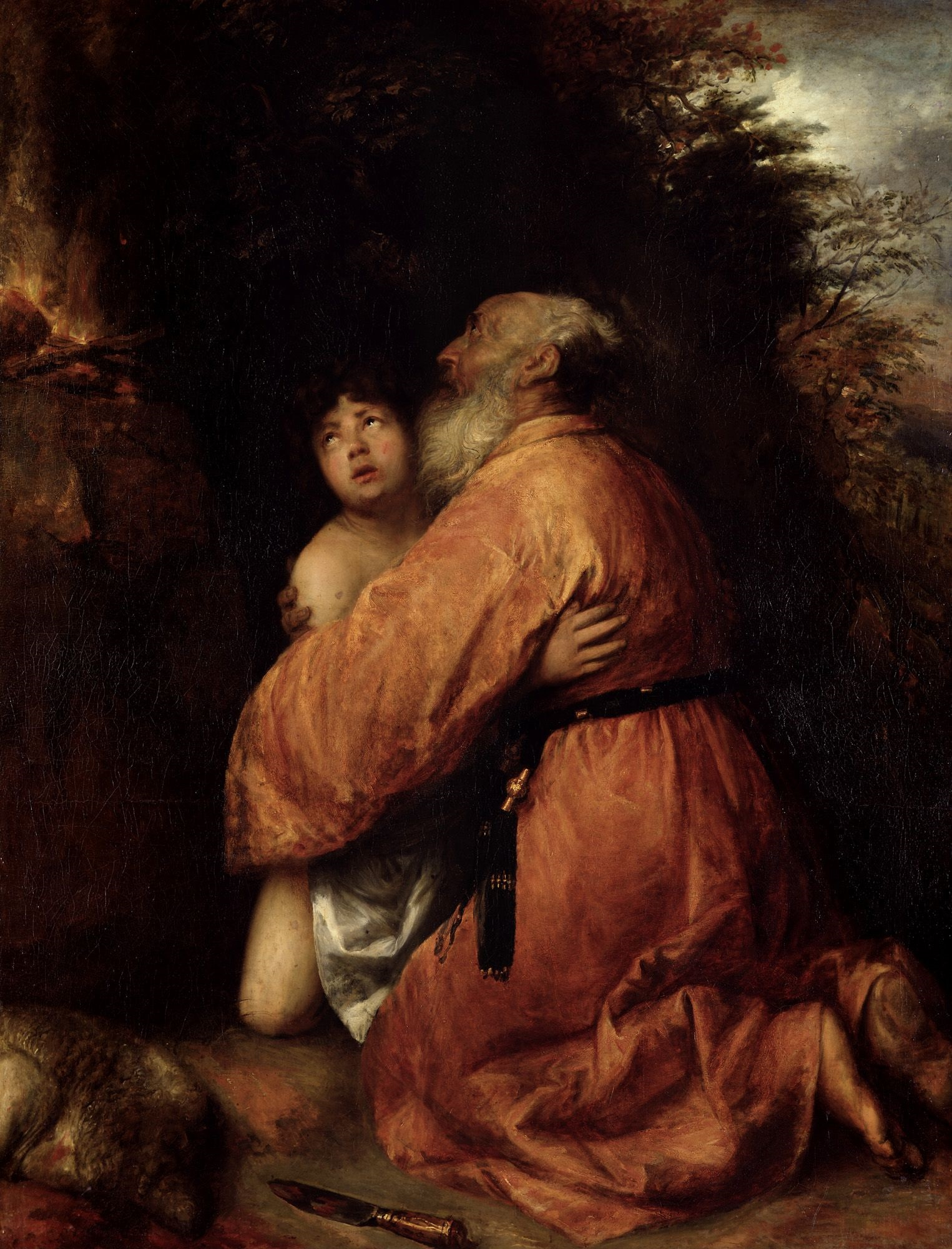
Ян Лівенс старший. «Жертвоприношення Ісаака», бл. 1638 р. Музей герцога Антона Ульріха, Брауншвейг

## Портрети пензля Яна Лівенса

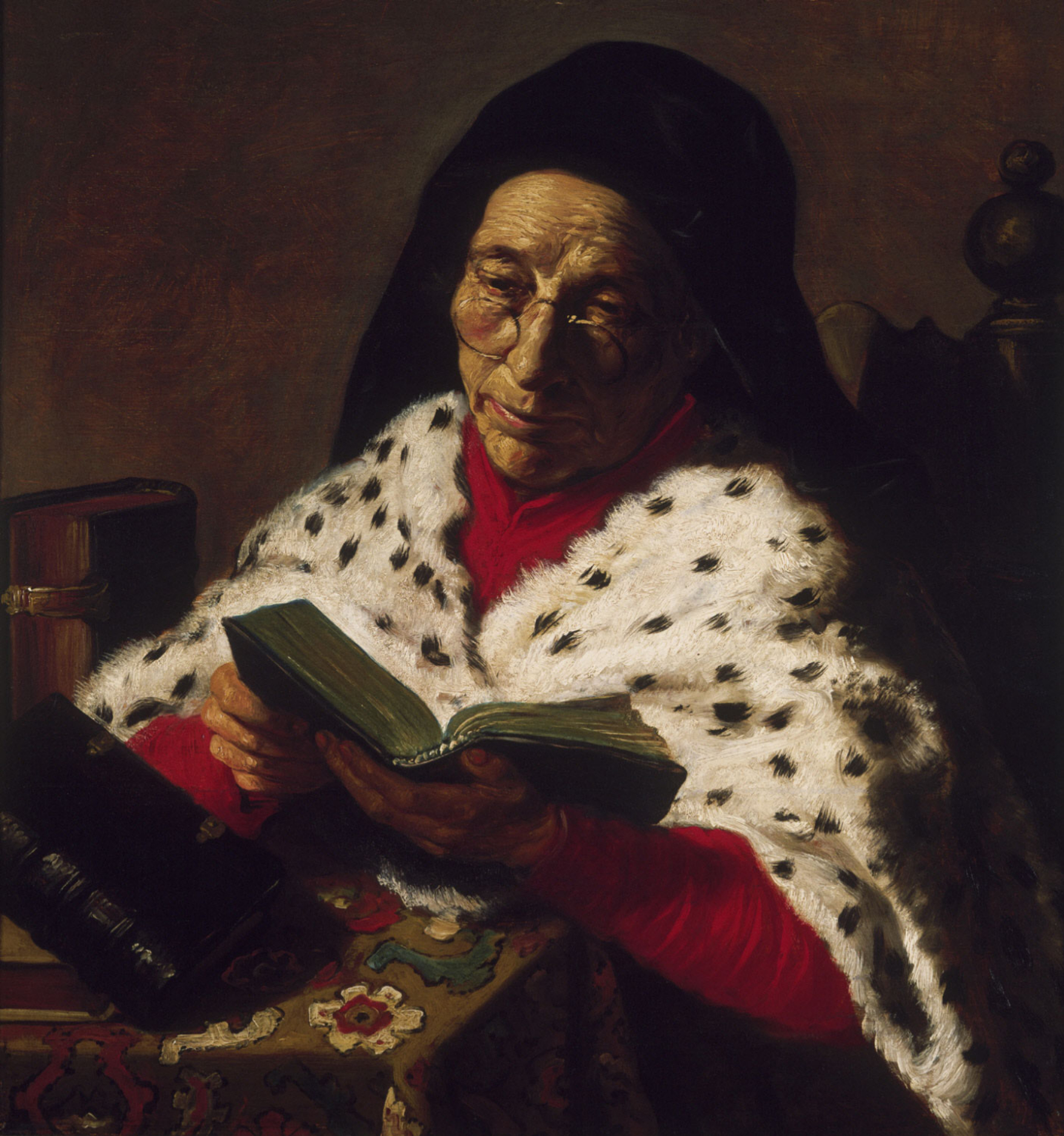
Ян Лівенс. «Портрет матері з біблією», Музей мистецтв Філадельфії

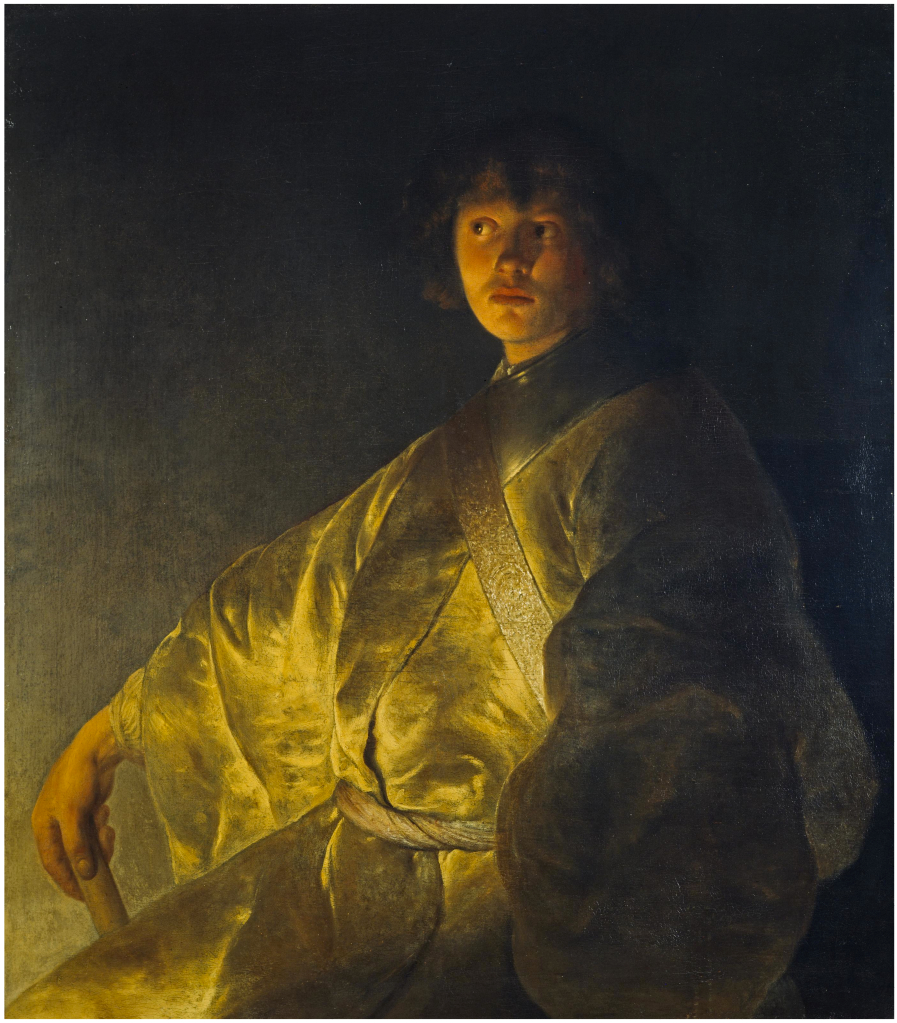
Ян Лівенс. «Молодик у жовтих шатах», бл. 1630/31
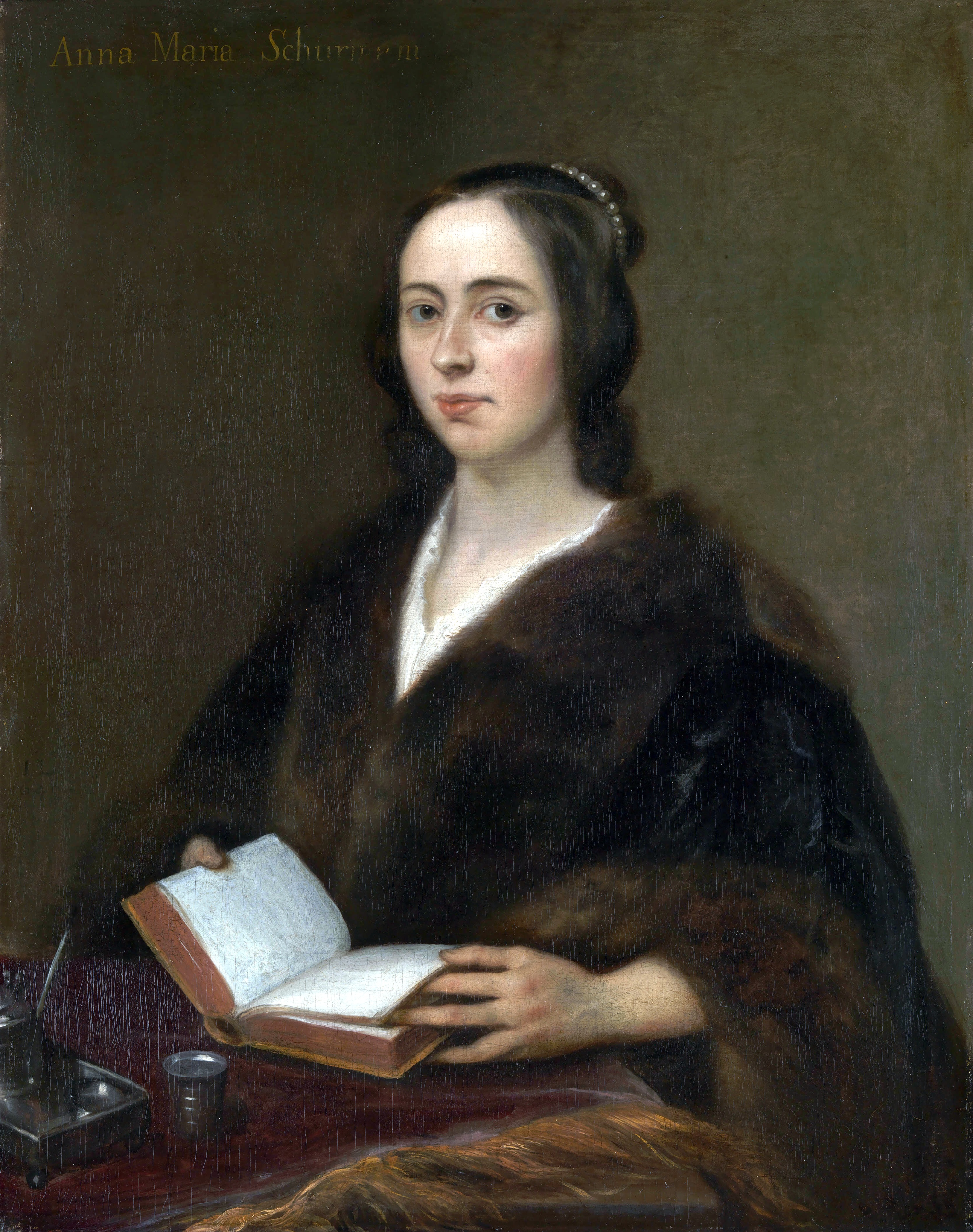
Ян Лівенс. «Анна Марія ван Схюрман», гравер, поліглот і поетка,  Національна галерея (Лондон)
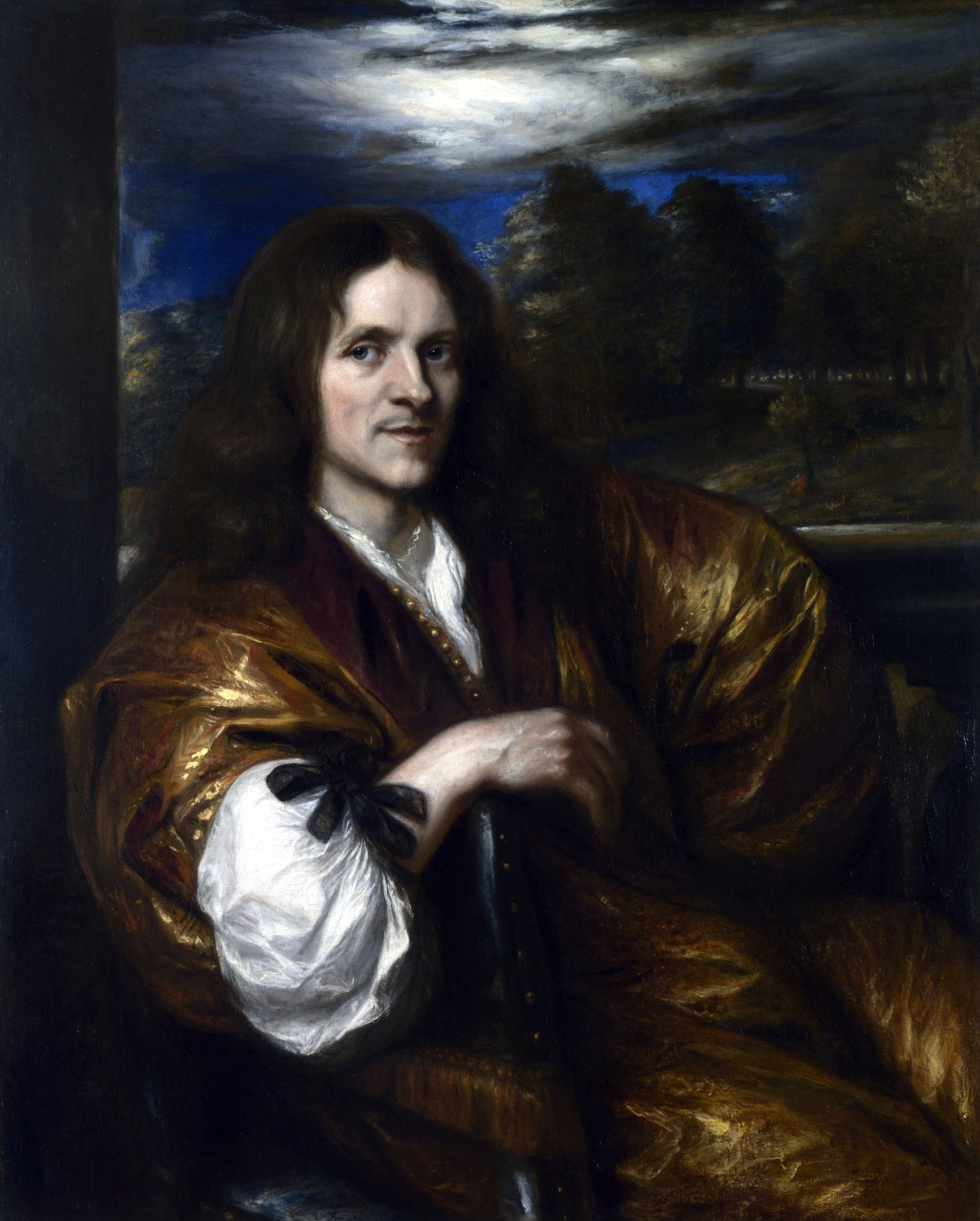
Ян Лівенс. «Автопортрет»,  Національна галерея (Лондон).

## Обрані твори (галерея)

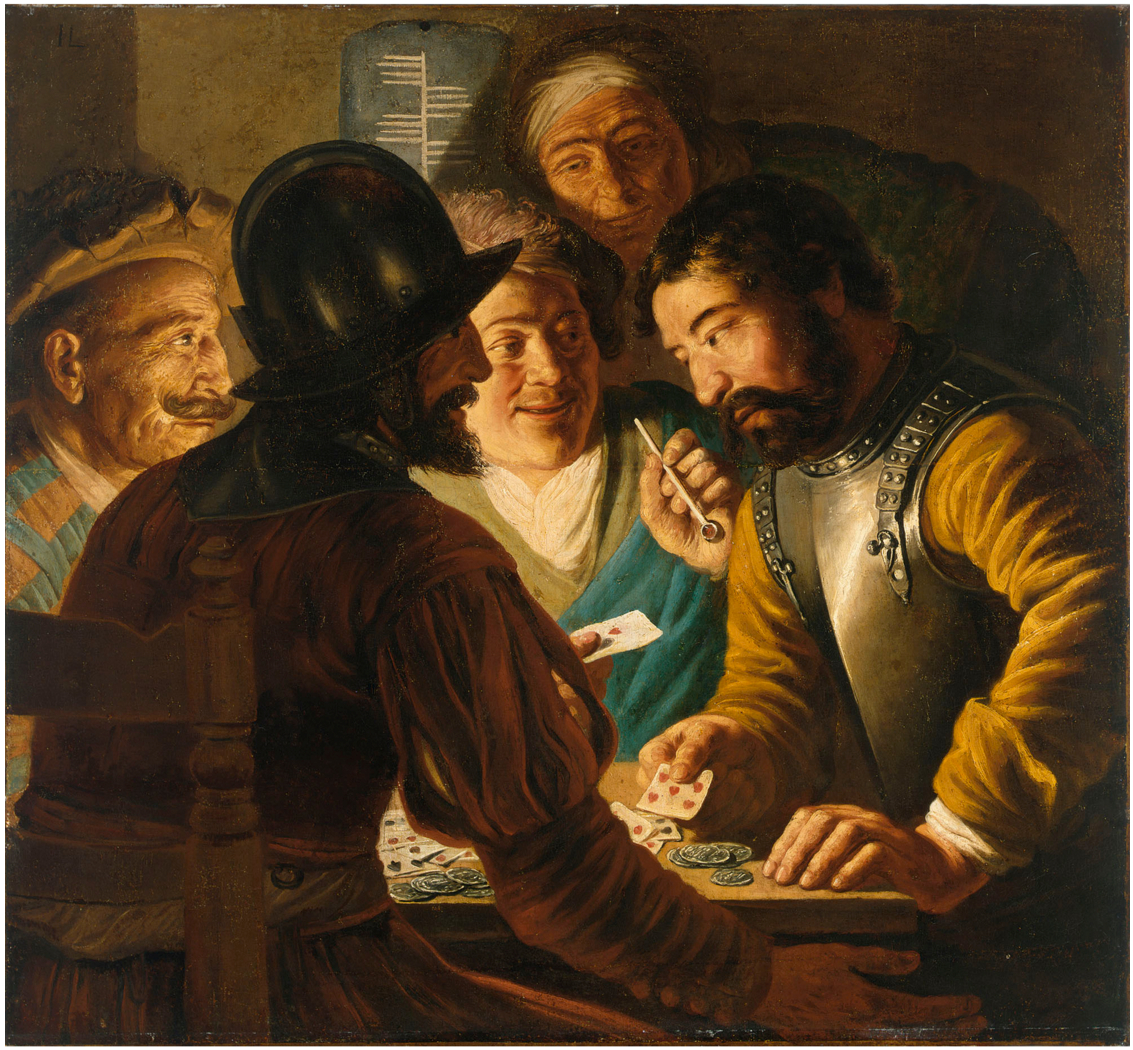
«Картярі», бл. 1623/24
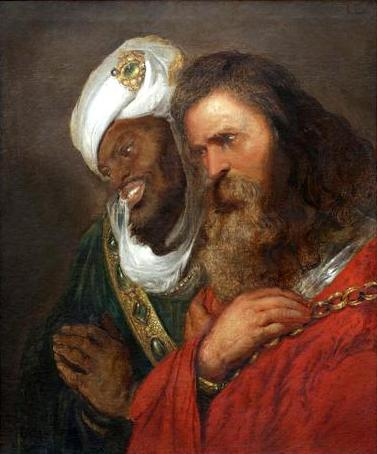
бл. 1625
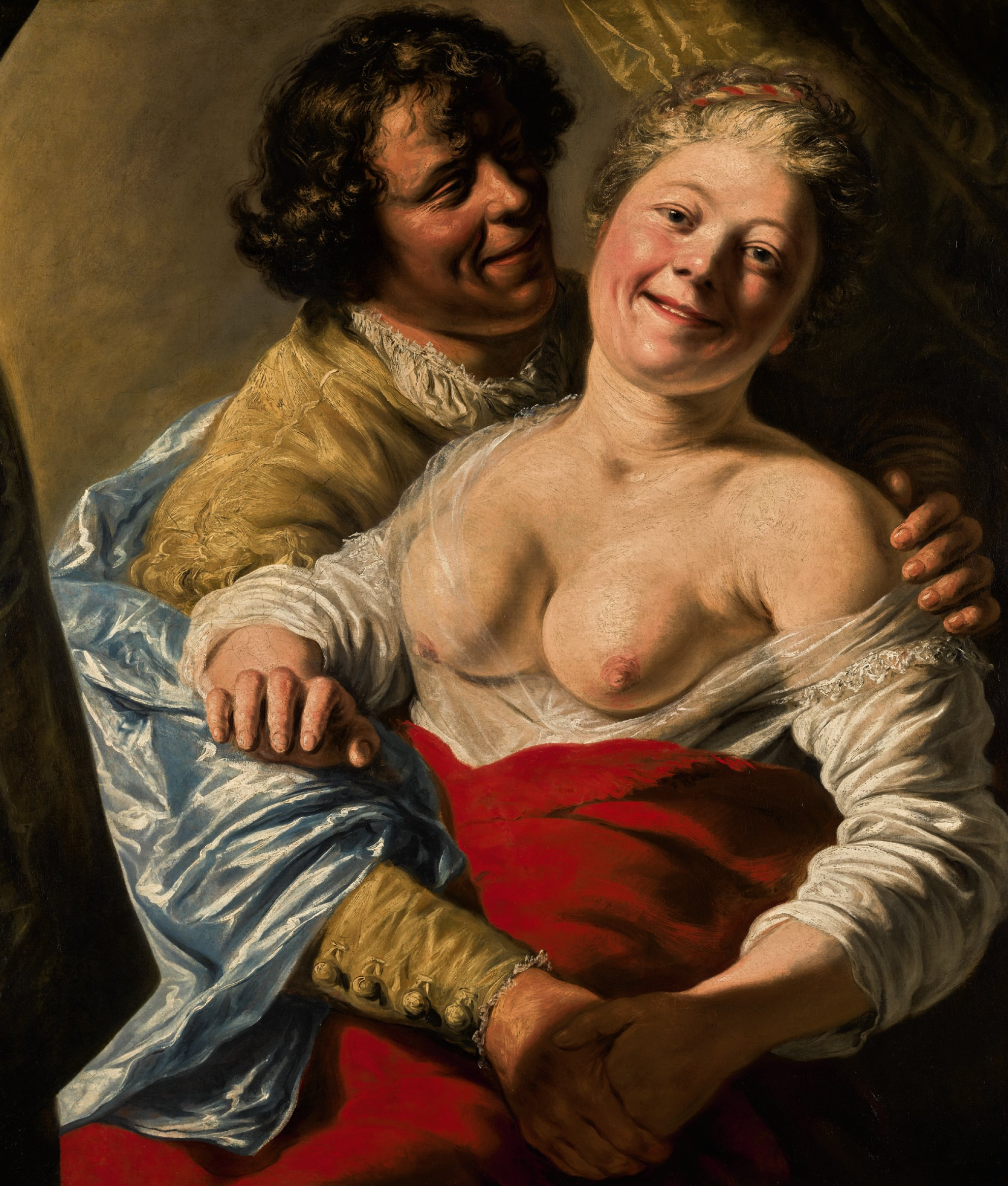
«Молодик обнімає молоду жінку», бл. 1627/28
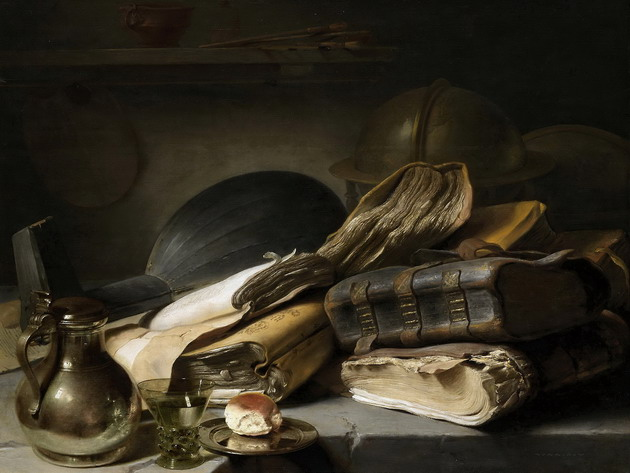
«Марнота марнот», до 1630 р.